# Gustav Heynhold
Gustav Egidius Heynhold, auch Gustav Heinhold, (* ~1798; † 25. Mai 1862 Dresden) war ein sächsischer, deutscher Botaniker. Das botanisches Autorenkürzel lautet „Heynh.“

## Leben
Heinhold hatte an der Medizinisch-chirurgischen Akademie in Dresden studiert, scheint aber nie als Arzt gearbeitet zu haben und war ein Privatgelehrter in Dresden und lebte von wohlhabenden Mäzenen seiner Arbeit, die ihm eine Pension aussetzten, und vom Pflanzenverkauf (Herbar). Von ihm stammen zahlreiche Erstbeschreibungen oder Umbenennungen, zum Beispiel der Gattung Arabidopsis. 1828 war er in Triest und veröffentlichte im Folgejahr in der Zeitschrift Flora über die dortige Vegetation. Er besorgte 1838 die 3. Auflage der Flora der Umgebung von Dresden (zuerst 1808) von Heinrich David August Ficinus, der Apotheker und Professor an der Tierarzneischule war und einer seiner akademischen Lehrer gewesen war (ein anderer war Heinrich Gottlieb Ludwig Reichenbach), und schrieb eine eigene Flora von Sachsen mit Friedrich Holl. Mit dem Dresdner Kunst- und Handelsgärtner Traugott Jakob Seidel (1833–1896) schrieb er ein Buch über Rhododendren.
Er veröffentlichte ein Verzeichnis wissenschaftlicher Namen von Gartenpflanzen (Nomenclator Botanicus Hortensis), für das er vor allem bekannt ist. Er galt als einer der besten Experte für Habichtskräuter (Hieracium).
Sein Herbarium ist verschollen, nur ein kleiner Teil ist im Herbarium der TU Dresden erhalten.

## Schriften
- mit Heinrich David August Ficinus, Carl Schubert:[4] Flora der Gegend von Dresden, Teil 2, Kryptogamie, Dresden: Arnoldsche Buchhandlung 1823
- mit Heinrich David August Ficinus: Flora der Gegend von Dresden, Teil 1, Phanerogamie 1838
- Das natürliche Pflanzensystem: Ein Versuch, die gegenseitigen Verwandtschaften der Pflanzen aufzufinden, Dresden, Leipzig 1840
- Nomenclator Botanicus Hortensis,  2 Bände,  Arnold 1840, 1846
- mit Friedrich Holl: Flora von Sachsen: Clavis generum
- mit Friedrich Holl: Flora von Sachsen, Band 1, Dresden: Naumann 1842 (books.google.com)
- mit Traugott Jakob Seidel: Die Rhodoraceae oder Rhododendreae: Eine Anleitung zur Cultur dieser Pflanzenfamilie, Arnoldische Buchhandlung, 1843, 2. Auflage 1846 (books.google.com)